# Astrobiology Field Laboratory

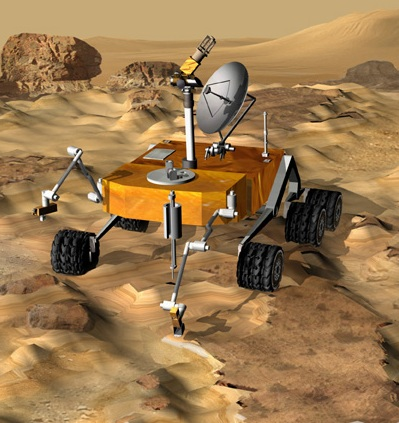
Concepção artística do AFL em operação.

O Astrobiology Field Laboratory (AFL) é uma sonda proposta pela NASA para a procura de vida em Marte. A sonda será construída pelo Laboratório de Propulsão a Jato (JPL), da NASA. As plantas atuais prevêem para um lançamento em torno de 2016 (mas a possibilidade de um lançamento adiantado em 2013 permanece).